# Psyllaephagus novipurpureus
Psyllaephagus novipurpureus är en stekelart som först beskrevs av Girault 1915.  Psyllaephagus novipurpureus ingår i släktet Psyllaephagus och familjen sköldlussteklar. Inga underarter finns listade i Catalogue of Life.